# Bathyaulax larjuskini
Bathyaulax larjuskini is een insect dat behoort tot de orde vliesvleugeligen (Hymenoptera) en de familie van de schildwespen (Braconidae). De wetenschappelijke naam van de soort werd voor het eerst geldig gepubliceerd door Kaartinen & Quicke in 2007.